# 졸업빵
졸업빵은 대한민국 졸업식의 뒤풀이로, 주로 선배가 졸업하는 후배를 괴롭히는 행위이다.

## 기원
- 졸업빵에서, 교복을 찢는 의식은 조선시대 성균관 수료식에서 유생들이 군신 간의 결속과 동기 간의 우의를 위해 제복(푸른 도포)을 찢는 파청금(破靑襟)이라는 의식에서 유래되었다고 한다.[1]
- 교복에 밀가루를 뿌리는 것은 일제 시대 검정 교복이 백의 민족의 기상을 억누른다고 흰색 밀가루를 뿌린 데서 온 것등 여러 가지 가설들이 있다.[1]

## 사건
- 2010년 2월 5일 서울 금천구에 있는 한 중학교에서 졸업식 집단폭행(수십명의 남녀 학생들이 졸업식을 마친 여학생의 교복을 벗기고 케첩을 뿌리는 등 폭행을 가하는 것) 장면이 담긴 동영상이 인터넷에 유포되어 큰 문제가 되었다.[2] 경찰은 가해 학생 2명을 폭력 혐의로 입건했다. 그들은 경찰 진술에서 "그날 일은 학교 전통으로 매년 졸업식마다 반복되고 있다"라고 진술한 것으로 알려졌다.[3] 또한 같은 날 제주도에서 선배 학생들이 후배 학생들의 옷을 찢고 바다에 빠뜨린 사건이 발생했다.[4] 경찰 수사 결과, 가해 학생들은 관행이었다고 진술한 것으로 알려졌다.[5]
- 2010년 2월 10일 충북 청주시 '성안길'에서 중학교 졸업생들이 속옷 차림으로 질주하는 일이 벌어졌다.[6] 또 부산 수영구 광안리해수욕장 백사장에서 중학교 졸업생들이 속옷 차림으로 바닷가를 돌아다니고 얼차려를 받는 일이 벌어졌다.[7] 경기도 동두천에서 달걀과 먹물을 뿌리고 옷을 찢는 등 뒤풀이를 한 일이 벌어졌다.[8]
- 2010년 2월 11일 경기 고양시 모 중학교에서 알몸 뒤풀이 사건이 일어나 큰 충격을 주었다. 2월 13일 인터넷에 올라온 알몸 뒤풀이 사진에는 인간 피라미드를 쌓는 등 이른바 '얼차려'를 받는 장면이 담겨 있었다고 한다.[9] 게다가 실명과 얼굴까지 노출되어 추가피해가 우려되고 있다고 한다.[9] 경찰 수사 결과에 따르면, 피해학생들은 선배의 후환이 두려워 참석했다고 진술했다고 한다.[10]

### 당국의 대응
- 이명박 대통령은 졸업빵과 관련하여 "대통령인 저부터 회초리를 맞아야 한다"고 반성했다.[11]
- 서울특별시교육청과 경찰은 졸업빵을 학교 폭력으로 규정해 관련 규정에 따라 엄중 처벌하기로 하였다.[12]

## 방송
2010년 2월 19일(금요일) - 끝장 뒤풀이 그들은 왜 ‘졸업빵’을 하나? (당신이 궁금한 이야기 - 큐브)